# Piczauka (przystanek kolejowy)
Piczauka (biał. Пічаўка, ros. Пичевка) – przystanek kolejowy w pobliżu miejscowości Piczauka, w rejonie drybińskim, w obwodzie mohylewskim, na Białorusi. Położony jest na linii Orsza - Krzyczew - Uniecza.